# In Torment in Hell
In Torment in Hell è il sesto album registrato in studio della band statunitense death metal Deicide. Venne pubblicato dalla Roadrunner Records nel 2001.

## Tracce
1. In Torment in Hell – 4:02
2. Christ Don't Care – 2:51
3. Vengeance Will Be Mine – 4:24
4. Imminent Doom – 3:41
5. Child of God – 3:35
6. Let It Be Done – 3:34
7. Worry in the House of Thieves – 4:16
8. Lurking Among Us – 4:36

## Formazione
- Glen Benton - voce, basso
- Brian Hoffman - chitarra
- Eric Hoffman - chitarra
- Steve Asheim - batteria